# Polytrichum cubense
Polytrichum cubense là một loài Rêu trong họ Polytrichaceae. Loài này được (Sull.) Kindb. miêu tả khoa học đầu tiên năm 1891.